# Ганди, Варун
Фероз Варун Ганди (хинди वरुण गांधी, англ. Feroze Varun Gandhi; род. 1980) — индийский политик, генеральный секретарь БДП с июня 2013 года, представитель 5-го поколения династии Неру — Ганди.

## Биография
Родился в Дели, единственный сын Санджая и Манеки Ганди. Санджай дал сыну имя Фероз в честь своего отца, а Индира Ганди, очень любившая младшего внука, добавила ему имя Варун. Санджай погиб в авиакатастрофе, когда Варуну было три месяца.
Окончил Rishi Valley School в Маданапалле, штат Андхра-Прадеш и British School в Нью-Дели, где избирался секретарём студенческого совета. С 1999 года вместе с матерью, Манекой Ганди, принимал участие в организации предвыборных кампаний. С 2004 года вместе с матерью вступил в Бхаратия джаната парти. На парламентских выборах 2009 года по решению руководства партии вместо матери баллотировался по округу Пилибхит в штате Уттар-Прадеш, где одержал победу, набрав 419 539 голосов против 281 501 голоса у ближайшего соперника. В июне 2013 года избран генеральным секретарём БДП, став самым молодым генеральным секретарём в истории партии.
На протяжении ряда лет был политическим обозревателем и колумнистом в индийских газетах The Times of India, The Hindustan Times, Economic Times, The Indian Express, The Asian Age, The Hindu и других, с читательской аудиторией более 100 миллионов человек.

## Поэтическое творчество
В возрасте 20 лет В.Ганди опубликовал свой первый сборник стихов — The Otherness of Self, в 2015 году издательством HarperCollins выпущен второй сборник его стихов — Stillness, который быстро стал бестселлером, было продано более 10000 копий в первые два дня после выхода релиза.